# امیر ماتپچیچ
امیر ماتپچیچ (انگلیسی: Emir Mutapčić؛ زادهٔ ۲۷ مهٔ ۱۹۶۰) بازیکن بسکتبال اهل بوسنی و هرزگوین است.
وی در مسابقات کشوری و بین‌المللی در مجموع برندهٔ ۲ مدال برنز شده‌است.